# Кучук-Карасу
Кучу́к-Карасу́, также Ма́лая Карасёвка, Сухая Карасёвка, Туйнак-Тан-Су-Алаидлер (укр. Кучук-Карасу, крымскотат. Küçük Qarasuv, Кучюк Къарасув) — река в Белогорском и Нижнегорском районах Крыма, правый приток Биюк-Карасу, длиной 77,6 километра с площадью бассейна 268 км² (в других источниках длина — 80 км, площадь бассейна 225 км²).

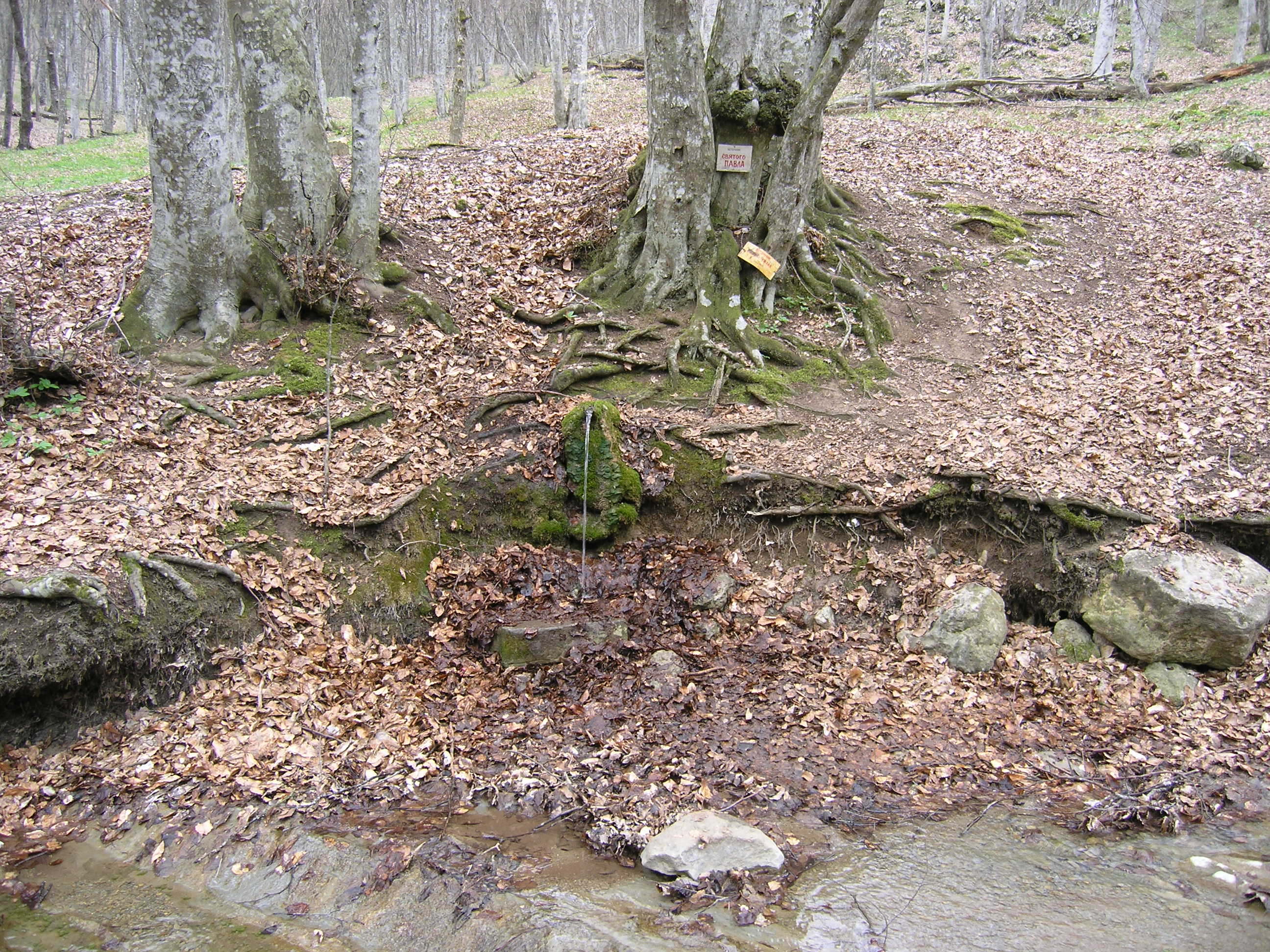
Родник Павло-Чокрак, исток реки Кучук-Карасу

Исток реки — источник Павло-чокрак — находится на Главной гряде Крымских гор, на высоте 697 м, в вершине ущелья Кок-Асан под горой Филипов Сенокос. Николай Рухлов в книге «Обзор речных долин горной части Крыма» 1915 года считал началом реки сухоречье, тянущееся от перевала Горуча до Павло-Чокрака. Кучук-Карасу течёт, практически, строго на север, образуя в ущелье Черемисовские водопады. У села Богатое река выходит в продольную долину между Главной и Внутренней грядами Крымских гор и, огибая с запада горный массив Кубалач, течёт в направлении крымских степей. В низовьях у реки существовало, помимо Малой Карасёвки, название Сухая Карасёвка. Среднемноголетний расход воды на гидропосте Богатое составляет 0,258 м³/с, у села Красная Слобода — 0,149 м³/с (по другим данным — 3,2 м³/с), в устье — 0,17 м³/с., уклон реки — 9,1 м/км. Справочник «Поверхностные водные объекты Крыма» учитывает 20 притоков, из них 3 с собственными названиями: Джемрек-Узень, Соллар и Ташлыксу, остальные безымянные длиной менее 5 километров. Николай Васильевич Рухлов приводит названия нескольких притоков-балок, большинство из которых идентифицируются на современных картах: правые притоки:
- Бурлюк (Бурлюк-Дере) — балка с очень крутыми склонами, начинается у подножия горы Емула-Кая (у Рухлова Елизла-Кая), впадает в 1,5 км выше села Поворотное[12];
- Шеремет-Су (Хмели[13]) — впадает в 1 км ниже Поворотного, на реке располагалось упразднённое село Хмели[14];
- Самаул-Дере — балка от Синекаменки до села Красная Слобода[15]
- Джаныкбет-Узень — впадает у села Малиновка[16].

Левые притоки:
- Чабанай — пролегает от горы Куба-Бурун, впадает в полукилометре южнее Красной Слободы[17];
- Коль-Дере — впадает в Красной Слободе.

Впадает в Биюк-Карасу в 25 км от устья, на отметке высоты 34 м, в 1,5 км южнее села Заречье Нижнегорского района. Водоохранная зона балки установлена в 200 м.
Вдоль верховий реки проходит туристический маршрут № 182.